# Musculdy
Musculdy [myskyldi] (Muskildi en basque) est une commune française située dans le département des Pyrénées-Atlantiques, en région Nouvelle-Aquitaine.
Le gentilé est Muskildiar.

## Géographie

### Localisation
La commune de Musculdy se trouve dans le département des Pyrénées-Atlantiques, en région Nouvelle-Aquitaine.
Elle se situe à 67 km par la route de Pau, préfecture du département, à 39 km d'Oloron-Sainte-Marie, sous-préfecture, et à 8,9 km de Mauléon-Licharre, bureau centralisateur du canton de Montagne Basque dont dépend la commune depuis 2015 pour les élections départementales.
La commune fait en outre partie du bassin de vie de Mauléon-Licharre.
Les communes les plus proches sont : 
Ordiarp (2,2 km), Pagolle (3,6 km), Idaux-Mendy (4,5 km), Garindein (5,1 km), Gotein-Libarrenx (5,3 km), Aussurucq (5,9 km), Menditte (6,5 km), Mauléon-Licharre (7,1 km).
Sur le plan historique et culturel, Musculdy fait partie de la province de la Soule, un des sept territoires composant le Pays basque,. La Basse-Navarre en est la province la plus variée en ce qui concerne son patrimoine, mais aussi la plus complexe du fait de son morcellement géographique. Depuis 1999, l'Académie de la langue basque ou Euskalzaindia divise le territoire du Labourd en six zones,. La Soule, traversée par la vallée du Saison, est restée repliée sur ses traditions (mascarades, pastorales, chasse à la palombe, etc). Elle se divise en Haute-Soule, Basse-Soule et Arbaille, dont fait partie la commune.

### Communes limitrophes
Les communes limitrophes sont  Aussurucq, Ordiarp, Pagolle et Saint-Just-Ibarre.
|                   | Pagolle   |         |
| Saint-Just-Ibarre | Musculdy  | Ordiarp |
|                   | Aussurucq |         |

### Paysages et relief
La commune se situe en bordure du massif des Arbailles, qui abrite en son cœur une forêt, la forêt des Arbailles.
Le col d'Osquich, réputé pour les cyclistes amateurs et la pratique de la chasse à la palombe, marque la limite entre la Soule et la Basse-Navarre.

### Hydrographie

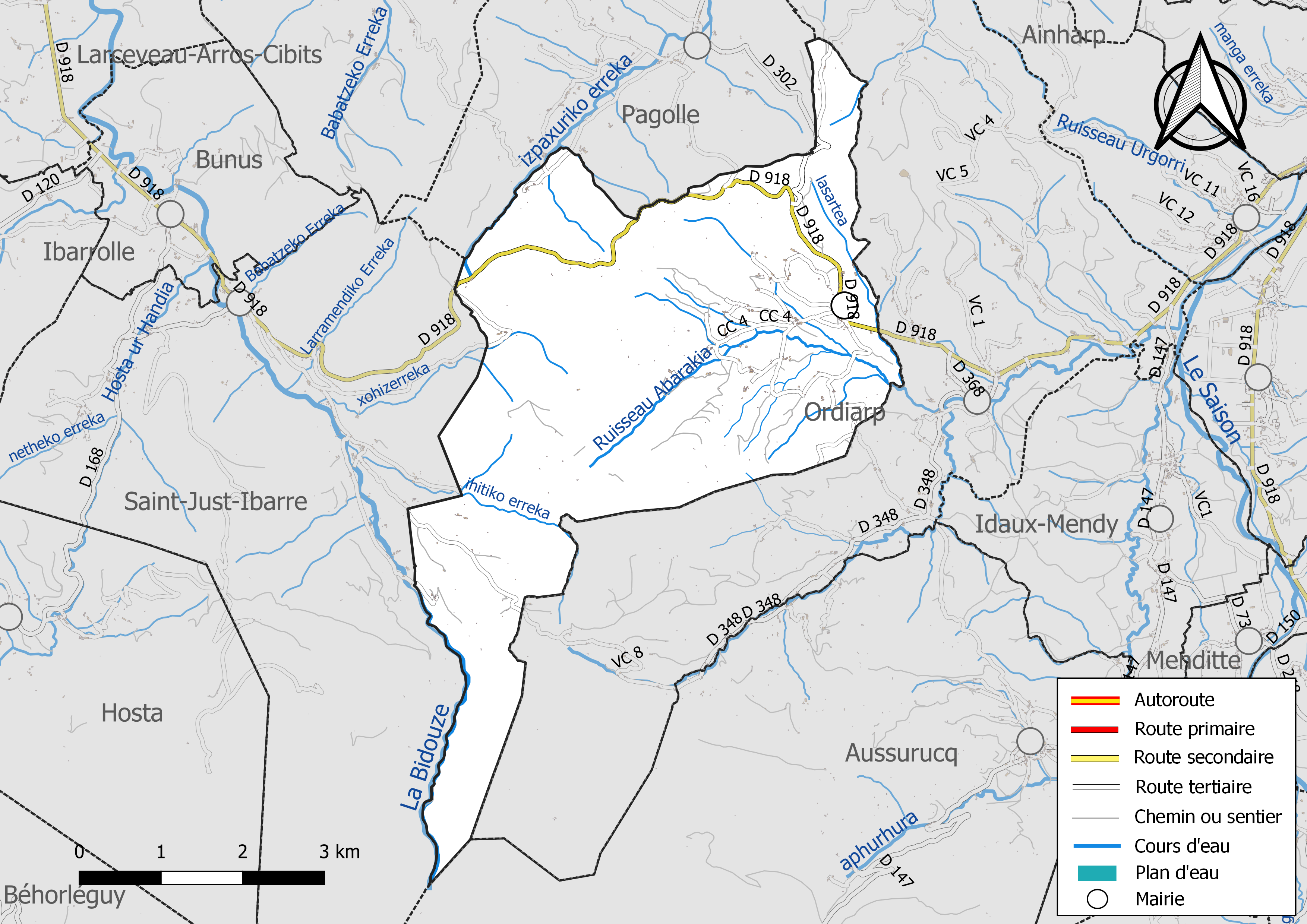
Réseaux hydrographique et routier de Musculdy.

La commune est drainée par la Bidouze, ispatchoury erreka, le ruisseau Abarakia, Chorizako erreka, Ihityko erreka, le ruisseau Lachartia, et par divers petits cours d'eau, constituant un réseau hydrographique de 24 km de longueur totale,.
La Bidouze, d'une longueur totale de 82,2 km, prend sa source dans la commune d'Aussurucq et s'écoule du sud vers le nord. La Bidouze limite les communes de Saint-Just-Ibarre et Musculdy sur quelques centaines de mètres dans une contrée montagneuse et boisée, pratiquement inhabitée, et se jette dans l'Adour à Guiche, après avoir traversé 26 communes.

### Climat
Pour des articles plus généraux, voir Climat de la Nouvelle-Aquitaine et Climat des Pyrénées-Atlantiques.
Historiquement, la commune est exposée à un micro climat océanique basque.  
En 2020, Météo-France publie une typologie des climats de la France métropolitaine dans laquelle la commune est exposée à un climat de montagne et est dans la région climatique Pyrénées atlantiques, caractérisée par une pluviométrie élevée (>1 200 mm/an) en toutes saisons, des hivers très doux (7,5 °C en plaine) et des vents faibles.
Pour la période 1971-2000, la température annuelle moyenne est de 13,3 °C, avec une amplitude thermique annuelle de 13,4 °C. Le cumul annuel moyen de précipitations est de 1 509 mm, avec 12,3 jours de précipitations en janvier et 9,2 jours en juillet. Pour la période 1991-2020, la température moyenne annuelle observée sur la station météorologique la plus proche, située sur la commune d'Aïcirits-Camou-Suhast à 16 km à vol d'oiseau, est de 14,3 °C et le cumul annuel moyen de précipitations est de 1 219,1 mm,. Pour l'avenir, les paramètres climatiques de la commune estimés pour 2050 selon différents scénarios d’émission de gaz à effet de serre sont consultables sur un site dédié publié par Météo-France en novembre 2022.

### Milieux naturels et biodiversité

#### Réseau Natura 2000
Le réseau Natura 2000 est un réseau écologique européen de sites naturels d'intérêt écologique élaboré à partir des Directives « Habitats » et « Oiseaux », constitué de zones spéciales de conservation (ZSC) et de zones de protection spéciale (ZPS).
Trois sites Natura 2000 ont été définis sur la commune au titre de la « directive Habitats », : 
- « le Saison (cours d'eau) », d'une superficie de 2 200 ha, un cours d'eau de très bonne qualité à salmonidés[24] ;
- le « massif des Arbailles », d'une superficie de 12 784 ha, présentant une flore très diversifiée marquée par une nette influence atlantique et montagnarde. Cependant, les versants exposés au Sud Sud-Est et Est abritent une flore thermophile remarquable[25] ;
- « la Bidouze (cours d'eau) », d'une superficie de 2 570 ha, un vaste réseau hydrographique drainant les coteaux du Pays basque[26] et une au titre de la « directive Oiseaux »[23],[Carte 3] :
- la « Haute Soule : forêt des Arbailles », d'une superficie de 7 114 ha, présentant une grande diversité de milieux à des altitudes moyennes fournissant gîte et couvert pour la faune ornithologique pyrénéenne[27].

#### Zones naturelles d'intérêt écologique, faunistique et floristique
L’inventaire des zones naturelles d'intérêt écologique, faunistique et floristique (ZNIEFF) a pour objectif de réaliser une couverture des zones les plus intéressantes sur le plan écologique, essentiellement dans la perspective d’améliorer la connaissance du patrimoine naturel national et de fournir aux différents décideurs un outil d’aide à la prise en compte de l’environnement dans l’aménagement du territoire.
Une ZNIEFF de type 1 est recensée sur la commune, : 
la « forêt des Arbailles » (6 283,64 ha), couvrant 9 communes du département et trois ZNIEFF de type 2,, : 
- les « landes, bois et prairies du bassin de la Bidouze » (11 263,46 ha), couvrant 25 communes du département[30] ;
- le « massif des Arbailles » (14 782,04 ha), couvrant 13 communes du département[31] ;
- le « réseau hydrographique de la Bidouze et annexes hydrauliques » (2 867,4 ha), couvrant 30 communes dont 1 dans les Landes et 29 dans les Pyrénées-Atlantiques[32].

## Urbanisme

### Typologie
Au 1er janvier 2024, Musculdy est catégorisée commune rurale à habitat très dispersé, selon la nouvelle grille communale de densité à sept niveaux définie par l'Insee en 2022.
Elle est située hors unité urbaine. Par ailleurs la commune fait partie de l'aire d'attraction de Mauléon-Licharre, dont elle est une commune de la couronne,. Cette aire, qui regroupe 21 communes, est catégorisée dans les aires de moins de 50 000 habitants,.

### Occupation des sols

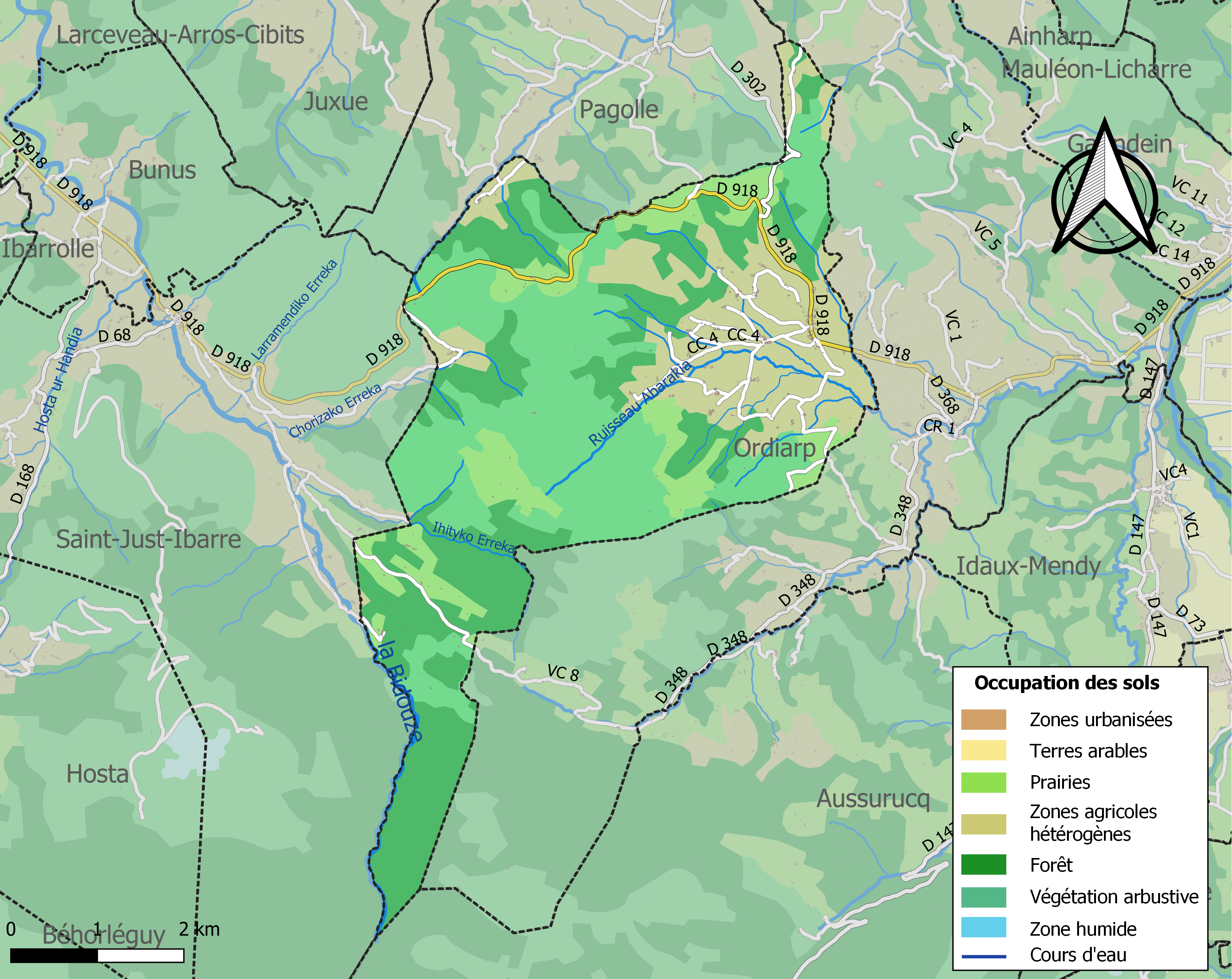
Carte des infrastructures et de l'occupation des sols de la commune en 2018 (CLC).

L'occupation des sols de la commune, telle qu'elle ressort de la base de données européenne d’occupation biophysique des sols Corine Land Cover (CLC), est marquée par l'importance des forêts et milieux semi-naturels (64,8 % en 2018), une proportion sensiblement équivalente à celle de 1990 (65,3 %). La répartition détaillée en 2018 est la suivante : 
milieux à végétation arbustive et/ou herbacée (33,1 %), forêts (31,8 %), zones agricoles hétérogènes (23 %), prairies (12,2 %). L'évolution de l’occupation des sols de la commune et de ses infrastructures peut être observée sur les différentes représentations cartographiques du territoire : la carte de Cassini (XVIIIe siècle), la carte d'état-major (1820-1866) et les cartes ou photos aériennes de l'IGN pour la période actuelle (1950 à aujourd'hui).

### Lieux-dits et hameaux
Huit quartiers composent la commune de Musculdy :
- Agerrehiria
- Loga
- Barretxiria
- Ehüsanea (Ehüsa sur les cartes IGN, il s'agit du col)
- Erbiziria
- Kharrika
- Lauziria
- Txoriz.

### Risques majeurs
Le territoire de la commune de Musculdy est vulnérable à différents aléas naturels : météorologiques (tempête, orage, neige, grand froid, canicule ou sécheresse), inondations, feux de forêts, mouvements de terrains et séisme (sismicité moyenne). Un site publié par le BRGM permet d'évaluer simplement et rapidement les risques d'un bien localisé soit par son adresse soit par le numéro de sa parcelle.
Certaines parties du territoire communal sont susceptibles d’être affectées par le risque d’inondation par une crue torrentielle ou à montée rapide de cours d'eau, notamment l'Izpaxuriko erreka et la Bidouze. La commune a été reconnue en état de catastrophe naturelle au titre des dommages causés par les inondations et coulées de boue survenues en 1982, 1983, 2009, 2013 et 2014,.
Musculdy est exposée au risque de feu de forêt. En 2020, le premier plan de protection des forêts contre les incendies (PDPFCI) a été adopté pour la période 2020-2030. La réglementation des usages du feu à l’air libre et les obligations légales de débroussaillement dans le département des Pyrénées-Atlantiques font l'objet d'une consultation de public ouverte du 16 septembre au 7 octobre 2022,.
Les mouvements de terrains susceptibles de se produire sur la commune sont des affaissements et effondrements liés aux cavités souterraines (hors mines). Afin de mieux appréhender le risque d’affaissement de terrain, un inventaire national permet de localiser les éventuelles cavités souterraines sur la commune.

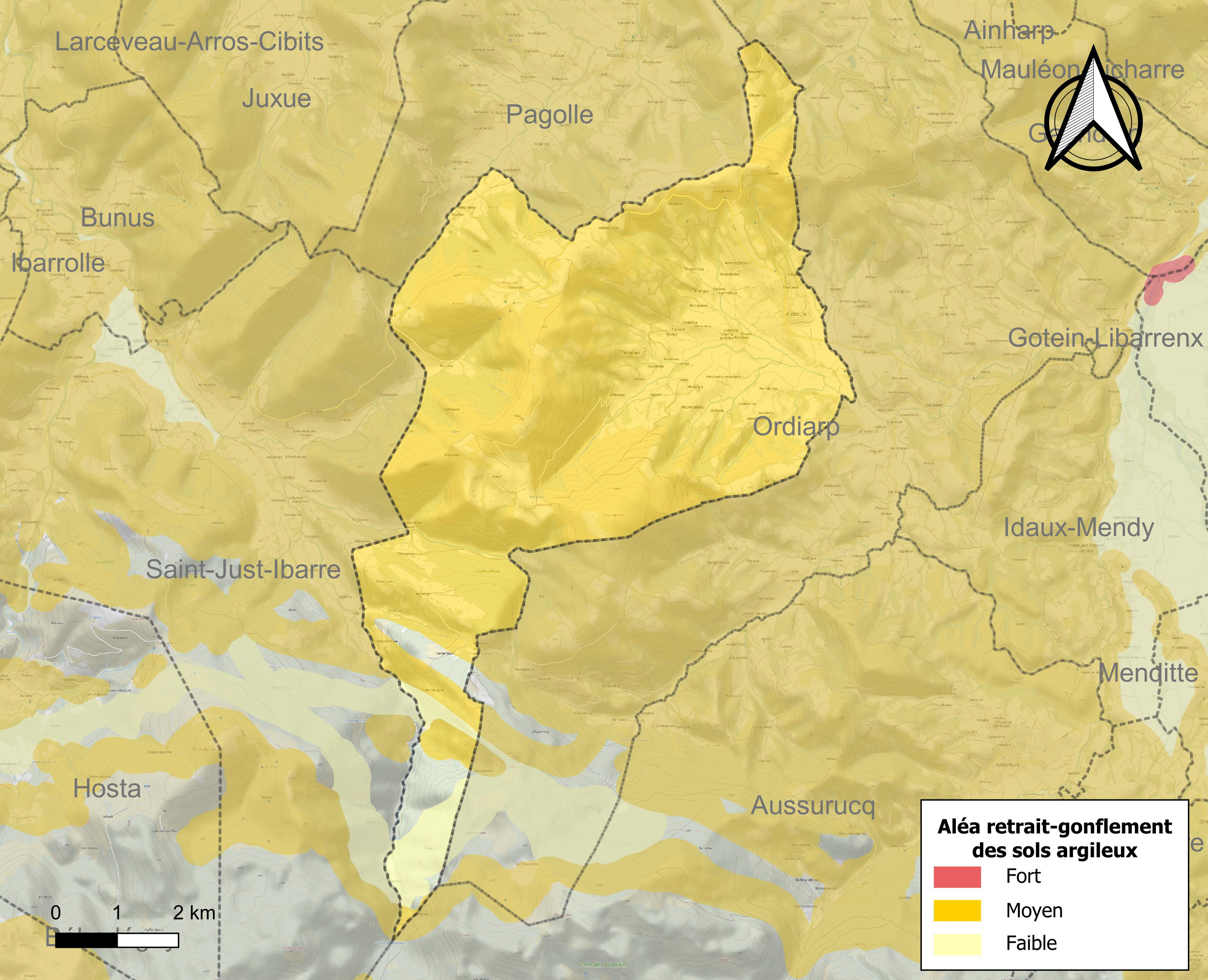
Carte des zones d'aléa retrait-gonflement des sols argileux de Musculdy.

Le retrait-gonflement des sols argileux est susceptible d'engendrer des dommages importants aux bâtiments en cas d’alternance de périodes de sécheresse et de pluie. 93,2 % de la superficie communale est en aléa moyen ou fort (59 % au niveau départemental et 48,5 % au niveau national). Depuis le 1er octobre 2020, en application de la loi ELAN, différentes contraintes s'imposent aux vendeurs, maîtres d'ouvrages ou constructeurs de biens situés dans une zone classée en aléa moyen ou fort,.
Concernant les mouvements de terrains, la commune a été reconnue en état de catastrophe naturelle au titre des dommages causés par des mouvements de terrain en 2014.

## Toponymie

### Attestations anciennes
Le toponyme Musculdy apparaît sous les formes Sent-Ciprian de Musquldi (vers 1460, contrats d'Ohix) et Musquildi (1520, coutume de Soule).

### Graphie basque
Son nom basque actuel est Muskildi.

## Histoire
Musculdy fut en 1385 le lieu de réconciliation des seigneurs de Gramont et de Luxe, obtenue par le roi de Navarre Charles II dit le Mauvais. Une chapelle fut édifiée pour officialiser la paix entre les deux partis, la chapelle Saint-Antoine.

## Politique et administration
| Période | Période  | Identité          | Étiquette | Qualité |
| ------- | -------- | ----------------- | --------- | ------- |
| 1995    | 2014     | Michel Bercaïts   |           |         |
| 2014    | 2020     | Léonie Aguergaray |           |         |
| 2020    | En cours | Josette Boscq     |           |         |

### Intercommunalité
Musculdy appartient à six structures intercommunales :
- la communauté d'agglomération du Pays Basque ;
- le syndicat AEP du pays de Soule ;
- le syndicat d'assainissement du pays de Soule ;
- le syndicat d'énergie des Pyrénées-Atlantiques ;
- le syndicat intercommunal de transport de Musculdy - Ordiarp ;
- le syndicat intercommunal pour le soutien à la culture basque.

La commune accueille le siège du syndicat intercommunal de transport de Musculdy - Ordiarp.

## Population et société

### Démographie
L'évolution du nombre d'habitants est connue à travers les recensements de la population effectués dans la commune depuis 1793. Pour les communes de moins de 10 000 habitants, une enquête de recensement portant sur toute la population est réalisée tous les cinq ans, les populations de référence des années intermédiaires étant quant à elles estimées par interpolation ou extrapolation. Pour la commune, le premier recensement exhaustif entrant dans le cadre du nouveau dispositif a été réalisé en 2007.

En 2022, la commune comptait 225 habitants, en évolution de −5,06 % par rapport à 2016 (Pyrénées-Atlantiques : +3,78 %, France hors Mayotte : +2,11 %).
| 1793 | 1800 | 1806 | 1821 | 1831 | 1836 | 1841 | 1846 | 1851 |
| ---- | ---- | ---- | ---- | ---- | ---- | ---- | ---- | ---- |
| 568  | 565  | 611  | 664  | 708  | 731  | 600  | 573  | 570  |

| 1856 | 1861 | 1866 | 1872 | 1876 | 1881 | 1886 | 1891 | 1896 |
| ---- | ---- | ---- | ---- | ---- | ---- | ---- | ---- | ---- |
| 541  | 512  | 510  | 522  | 447  | 452  | 430  | 417  | 427  |

| 1901 | 1906 | 1911 | 1921 | 1926 | 1931 | 1936 | 1946 | 1954 |
| ---- | ---- | ---- | ---- | ---- | ---- | ---- | ---- | ---- |
| 412  | 398  | 457  | 415  | 400  | 377  | 396  | 388  | 372  |

| 1962 | 1968 | 1975 | 1982 | 1990 | 1999 | 2006 | 2007 | 2012 |
| ---- | ---- | ---- | ---- | ---- | ---- | ---- | ---- | ---- |
| 325  | 295  | 313  | 289  | 285  | 280  | 253  | 249  | 233  |

| 2017 | 2022 | - | - | - | - | - | - | - |
| ---- | ---- | - | - | - | - | - | - | - |
| 236  | 225  | - | - | - | - | - | - | - |

### Enseignement
La commune dispose d'une école primaire publique. Cette école propose un enseignement bilingue français-basque à parité horaire.

## Économie
L'activité est tournée essentiellement vers l'agriculture (élevage et pâturages). La commune fait partie de la zone d'appellation du fromage ossau-iraty.

## Culture locale et patrimoine

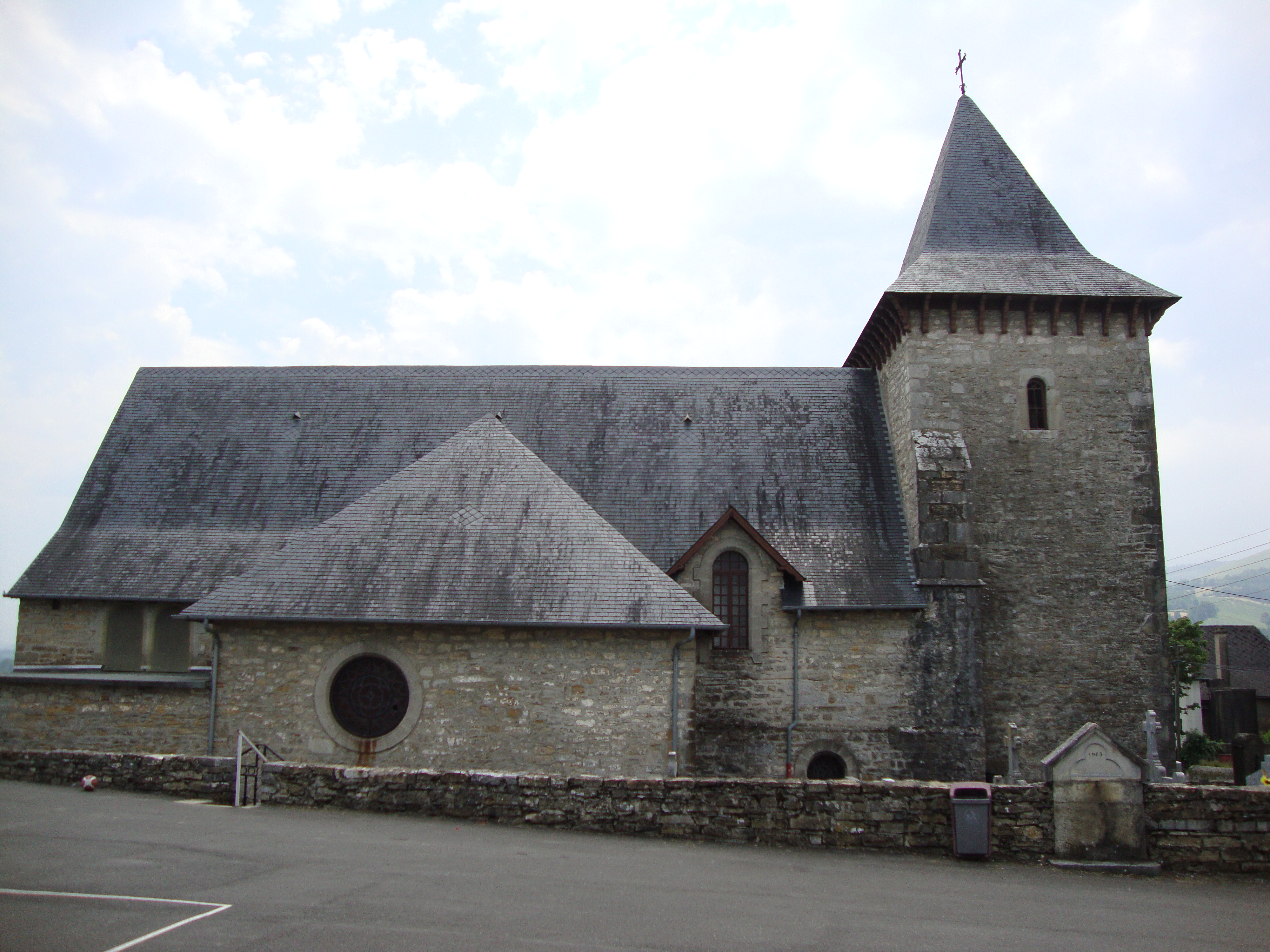
L'église de Musculdy.
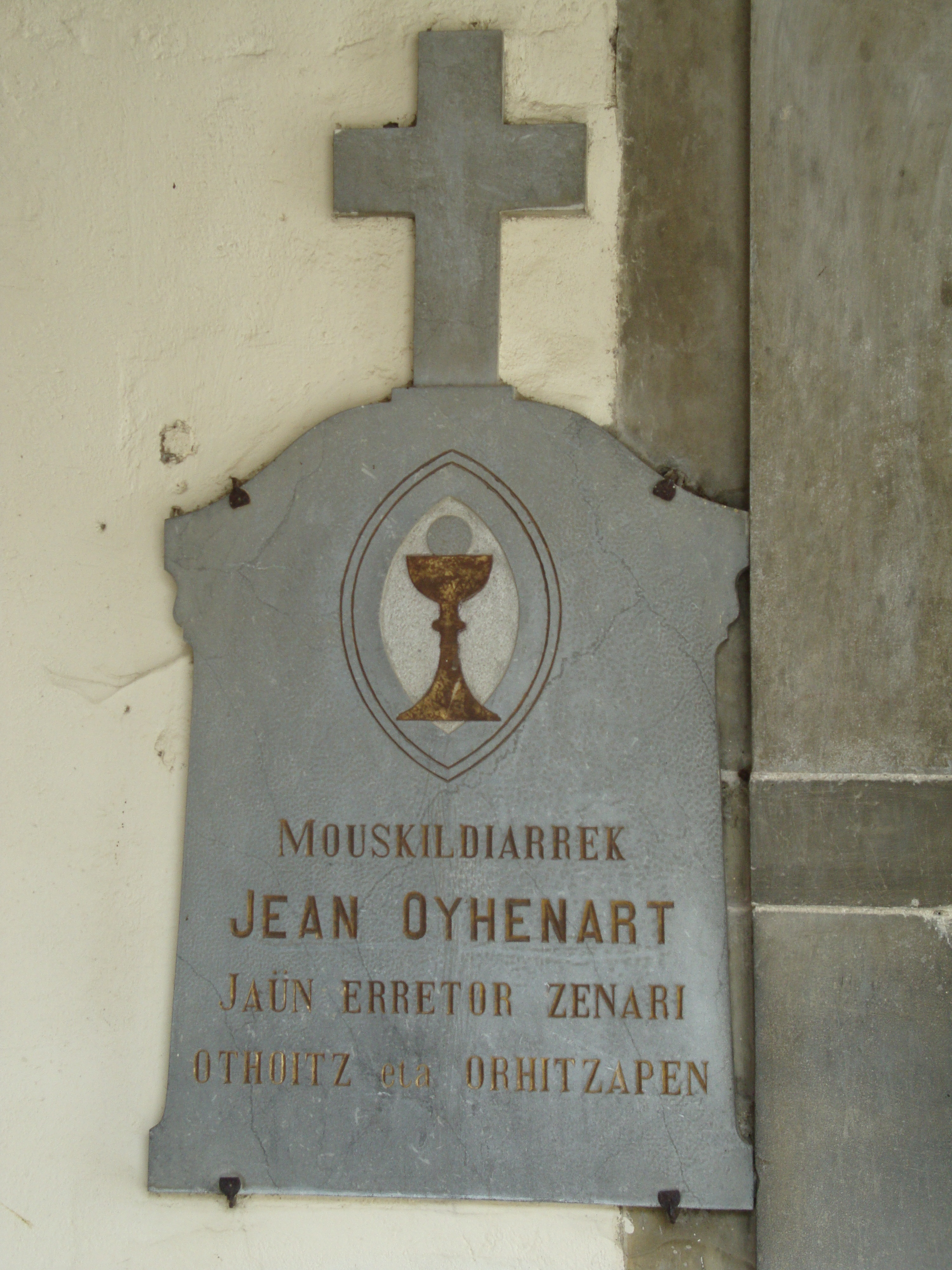
À la mémoire de feu Jean Oyhenart, curé de la paroisse.
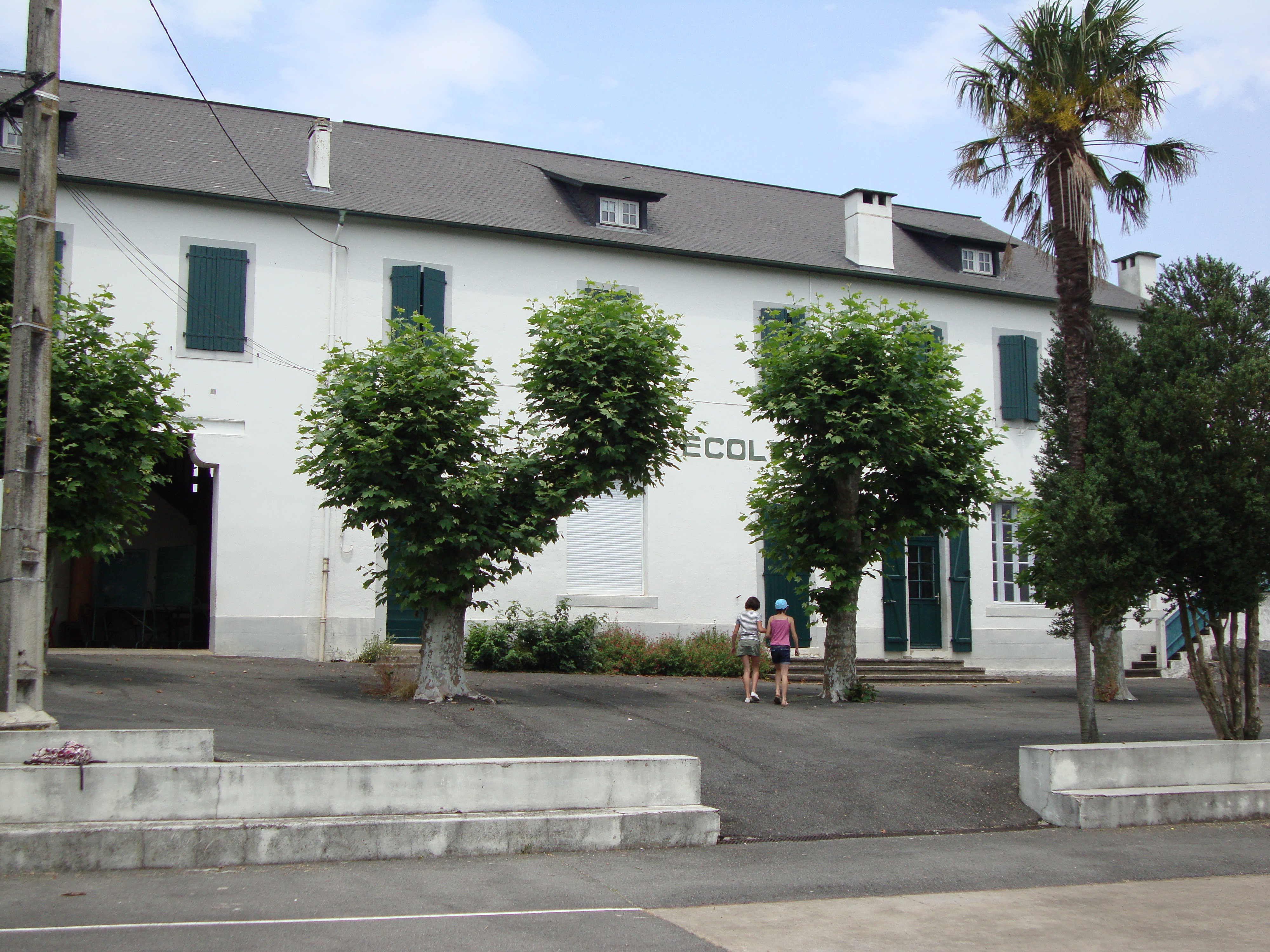
L'école.
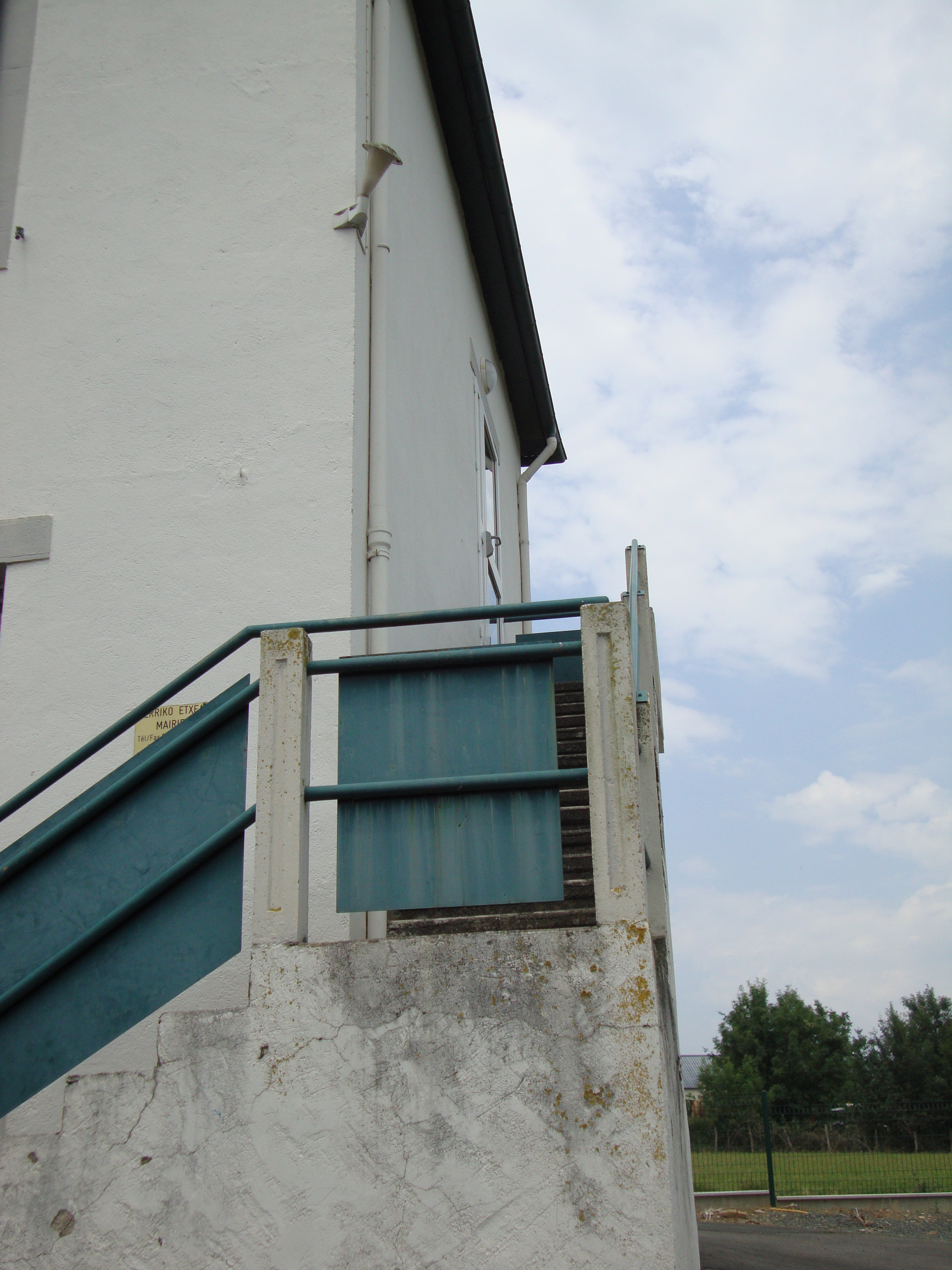
La mairie à l'étage de l'école.
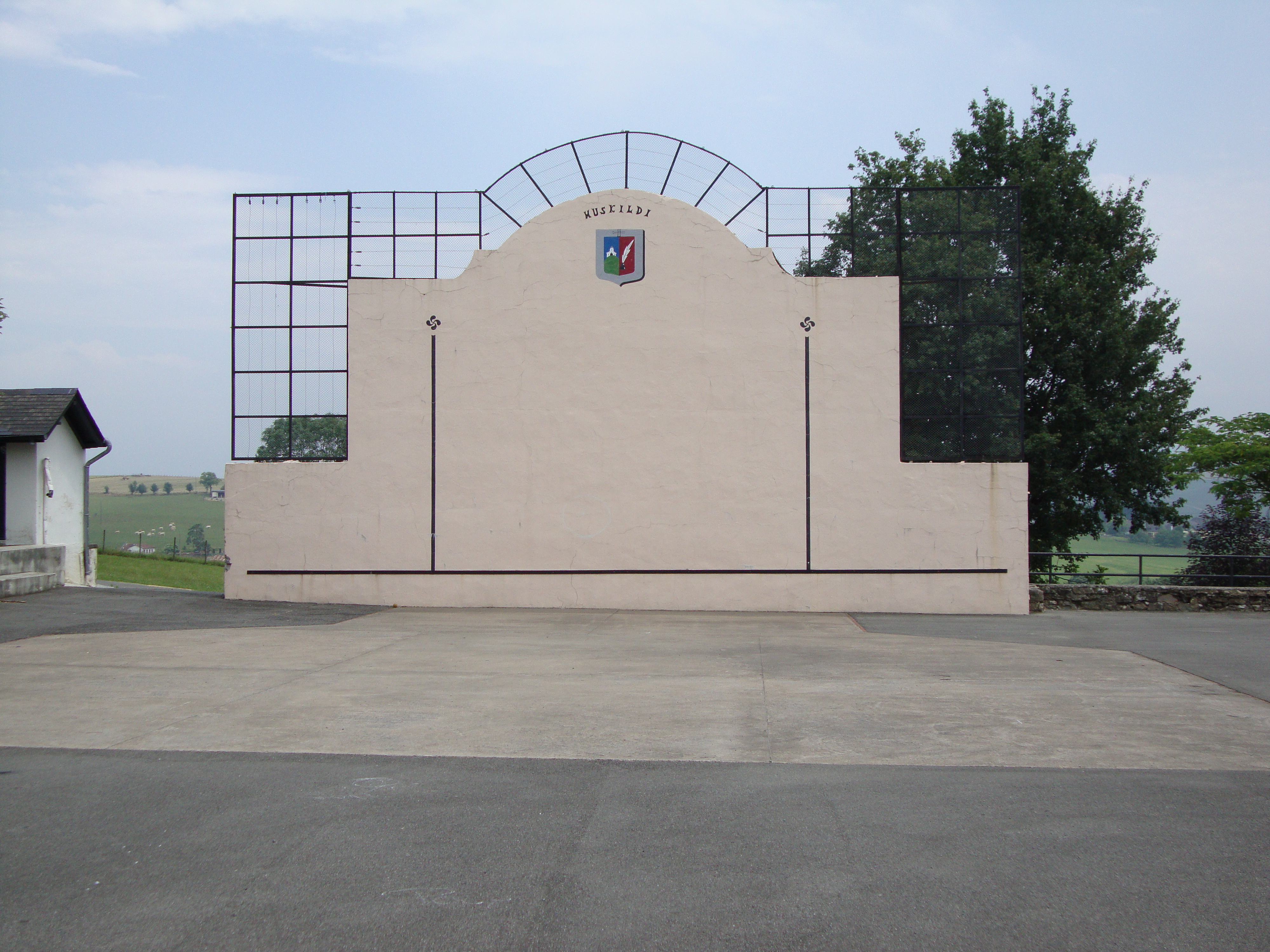
Le fronton.

### Patrimoine civil
En 2022, la commune organise la pastorale souletine, sur le thème de Simone Veil.

### Patrimoine religieux
L'église paroissiale Saint-Cyprien date du XVe siècle.
La chapelle Saint-Antoine, appelée aussi chapelle de la paix et édifiée sous Charles II de Navarre après 1385, date de la trêve entre les grands seigneurs régionaux, les Luxe et les Agramont, fut reconstruite et inaugurée le 19 août 1900. Accessible en voiture par la route du col d'Osquich, elle domine le village avec son clocher trinitaire, à 706 m d'altitude et offre une vue panoramique sur la Soule, la Basse-Navarre et au-delà sur une partie du piémont pyrénéen. Une stèle à la mémoire des 231 jeunes soldats du département des Pyrénées-Atlantiques morts entre 1952 et 1962 pendant la guerre d'Algérie, y a été installée. Elle rend aussi hommage à l'abbé Pierra Harguindéguy. Un circuit pédestre permet également d'accéder au site depuis le bourg.

## Équipements
La commune dispose d'une école élémentaire et d'un fronton de type plaza.

## Personnalités liées à la commune
Jean Borthayre (baryton de l'Opéra-Comique et de l'Opéra de Paris) est né dans la commune.

## Héraldique
| Blason de Musculdy | Blason  | Parti: au 1er d'azur à l'église d'argent, ouverte et ajourée de sable, posée sur un mont de sinople, au 2e de gueules à la plume d'argent dans un encrier de sable. |
| Blason de Musculdy | Détails | Le statut officiel du blason reste à déterminer. |